# Gustav J.
Gustav J. ist ein Dokumentarfilm des DEFA-Studios für Kurzfilme von Volker Koepp aus dem Jahr 1973. 

## Handlung
Der aus Litauen stammende 80-jährige Gustav Jurkschat sitzt mit seiner Familie anlässlich einer Feier am Wohnzimmertisch und spielt auf seinem Akkordeon einen Walzer. Er ist jetzt in Bad Doberan, nahe der Ostsee, zu Hause, hat aber in der Vergangenheit viel erlebt, was er in diesem Film erzählen wird.
Geboren wurde er an der deutsch-litauischen Grenze, einer Gegend, in der die Deutschen eine Volksgruppe von vielen waren. Bereits vor seiner Geburt begann die Wanderschaft seiner Familie. Schon sein Großvater zog mit der Familie von Deutschland auf ein Gut in Litauen, um dort als Stellmacher zu arbeiten. Gustavs Vater kam nach seinem Militärdienst wieder auf das Gut zurück und heiratete dort. Das Paar bekam sieben Jungen und ein Mädchen. Da dem Gutsbesitzer die Familie zu groß wurde, musste sie das Gut verlassen. Gustavs Vater fand auf einem anderen Gut eine Anstellung, allerdings mit weniger Gehalt, weshalb Gustav, der noch ein Kind war, die nächsten drei Jahre zusätzlich noch für fünf Rubel im Jahr bei einem Großbauern als Hütejunge arbeitete. Danach bekam er für wiederum drei Jahre eine Stellung in einer Ziegelei, in der er jeden Tag 2500 Ziegel innerhalb von 14 Stunden Arbeitszeit zu einem Trockengerüst tragen musste. Dafür konnte er sich ein Paar Schuhe, ein Gesangbuch und einen Anzug für die Konfirmation kaufen. 
Dann erlernte er einen Beruf. Nach drei Jahren begann er als Geselle bei einem Schmiedemeister in der Stadt und bekam dafür einen Rubel pro Tag. Dann kam der Erste Weltkrieg und das friedliche Nebeneinander der Völker in dieser Gegend fand ein Ende. Gustav wurde Soldat und kam nach Tula in Kriegsgefangenschaft, dort bekam er aber keine Arbeit und fuhr mit dem Zug nach Orenburg, wo er ein Jahr in einem Restaurant als Maschinist an einer Lichtmaschine arbeitete. Dann fand er für ein Jahr in Archangelsk eine Anstellung als Maschinenhelfer auf einem Passagierschiff, welches im Linienverkehr auf der Suchona fuhr.
Gustav ärgerte es, dass er nicht schreiben konnte. Deshalb kaufte er sich eine Fibel und lernte die Buchstaben. Erst lernte er Russisch, dann Deutsch und anschließend die Litauische Sprache. Er suchte die Bekanntschaft mit dem Sohn eines Buchbinders, der eine schöne Schwester hatte, der er jetzt in einem Brief schreiben konnte, dass er sich mit ihr zum Schlittschuhlaufen treffen wolle. Sie war einverstanden und so verbrachten sie den ganzen Tag. Als Gustav das erzählte, fing er vor Freude gleich an ein Lied zu singen, was mit zu seinen Lieblingsbeschäftigungen gehört.
Der Erste Weltkrieg war aus und Gustav fuhr zurück in das litauische Grenzgebiet, heiratete und die ersten Kinder kamen zur Welt. Er arbeitete wieder als Schmied und als Landarbeiter. Nun kam der Zweite Weltkrieg und die einfachen Leute mussten wieder wandern, so kam Gustav nach Bad Doberan. In der Warnowwerft Warnemünde fand er Arbeit, wurde Aktivist und machte für über 50.000 Mark Verbesserungsvorschläge. Hin und wieder besuchen ihn seine Kinder, die drei Jungen haben studiert und sind heute Historiker, Mathematiker und Physiker. Gustav hätte auch gern studiert, aber es ging nicht.

## Produktion
Der Schwarzweißfilm Gustav J. von der KAG Profil wurde das erste Mal am 3. Mai 1973 in der DDR aufgeführt. 
Die Dramaturgie lag in den Händen von Annerose Richter.

## Kritik
Im Neuen Deutschland schrieb Rolf Richter: 

„Ein schöner Film, er ist mit Einfühlungsvermögen und Sorgfalt gemacht.“

## Auszeichnungen
- 1973: Staatliches Prädikat: Besonders wertvoll
- 1975: 12. Internationales Kurzfilmfestival Krakau: Silberner Drache